# Avobenzone
L'avobenzone (nom commercial Parsol 1789, Milestab 1789, Eusolex 9020, Escalol 517, Neo Heliopan 357 et autres, INCI butylméthoxydibenzoylméthane) est un ingrédient liposoluble utilisé dans les produits à écrans solaires pour absorber le spectre complet des rayons UVA. 

## Histoire
L'avobenzone a été breveté en 1973 et approuvé dans l'UE en 1978. Il a été approuvé par la FDA en 1988. Son utilisation est approuvée dans le monde entier. 

## Propriétés
L'avobenzone pure est une poudre cristalline blanchâtre à jaunâtre avec une faible odeur, solubilisé dans l'isopropanol, l'oléate de décyle, les triglycérides d'acide caprique / acide caprylique et d'autres huiles. 
L'avobenzone est un dérivé du dibenzoylméthane. L'avobenzone existe à l'état fondamental sous la forme d'un mélange des formes énol et céto, favorisant l'énol chélaté. Cette forme énolique est stabilisée par une liaison hydrogène intramoléculaire au sein de la β-dicétone. Sa capacité à absorber la lumière ultraviolette sur une plus large gamme de longueurs d'onde que de nombreux autres agents de protection solaire a conduit à son utilisation dans de nombreuses préparations commerciales commercialisées comme écrans solaires « à large spectre ». L'avobenzone a un maximum d'absorption à 357 nm. 
Il est sujet au tautomérisme céto-énolique et existe principalement sous forme d'énol :  

### Stabilité
L'avobenzone est sensible aux propriétés du solvant, étant relativement stable dans les solvants protiques polaires et instable dans les environnements non polaires. De plus, lorsqu'il est irradié avec de la lumière UVA, il génère un état excité triplé sous la forme céto qui peut soit provoquer la dégradation de l'avobenzone, soit transférer de l'énergie vers des cibles biologiques et provoquer des effets délétères. 
Il a été démontré que l'avobenzone se dégrade considérablement à la lumière, ce qui réduit la protection au fil du temps,,. La lumière UV-A dans une journée de soleil dans un climat tempéré est suffisante pour décomposer la plupart du composé. Les données présentées à la Food and Drug Administration par la Cosmetic, Toiletry and Fragrance Association indiquent un changement de -36% de l'absorbance des UV de l'avobenzone après une heure d'exposition au soleil. Cette dégradation peut être réduite en utilisant un photostabilisateur, comme l'octocrylène. Parmi les autres photostabilisateurs, on peut relever : 
- Camphre de 4-méthylbenzylidène ( USAN Enzacamene)
- Tinosorb S (USAN Bemotrizinol, INCI Bis-Ethylhexyloxyphenol Methoxyphenyl Triazine)
- Tinosorb M (USAN Bisoctrizole, INCI Methylene Bis- Benzotriazolyl Tetramethylbutylphenol )
- Salicylate de butyloctyle (nom commercial HallBrite BHB -  )
- Benzoate d'hexadécyle
- Benzoate de butyloctyle
- HallBrite PSF (INCI Undecylcrylene DimethiconeE)[11]
- Mexoryl SX (USAN Ecamsule, INCI Terephthalylidene Dicamphor Sulfonic Acid)
- Synoxyl HSS (INCI triméthoxybenzylidène pentanedione)[12]
- Corapan TQ (INCI Diéthylhexyl 2,6-naphtalate)[13]
- Parsol SLX (INCI Polysilicone-15)[14]
- Oxynex ST (INCI Diethylhexyl Syringylidene Malonate[15]
- Polycrylène (INCI Polyester-8)[16]
- SolaStay S1 (éthylhexyl méthoxycrylène INCI)[17]

La complexation de l'avobenzone avec des cyclodextrines peut également augmenter sa photostabilité. Les formulations d'avobenzone avec l'hydroxypropyl-bêta-cyclodextrine ont montré une réduction significative de la dégradation photo-induite, ainsi qu'une augmentation de la pénétration transdermique de l'absorbeur UV.
Selon certaines études,, « les écrans solaires les plus efficaces contiennent de l'avobenzone et du dioxyde de titane ». L'avobenzone peut se dégrader plus rapidement à la lumière en combinaison avec des absorbeurs UV minéraux comme l'oxyde de zinc et le dioxyde de titane, bien qu'avec le bon revêtement des particules minérales, cette réaction puisse être réduite. Un dioxyde de titane dopé au manganèse peut être meilleur que le dioxyde de titane non dopé pour améliorer la stabilité de l'avobenzone.

### Divers
En tant qu'énolate, l'avobenzone se forme avec des complexes colorés d'ions de métaux lourds (tels que Fe3+), et des agents chélatants peuvent être ajoutés pour les supprimer. Les stéarates, l'aluminium, le magnésium et les sels de zinc peuvent conduire à des précipités peu solubles. Les fabricants recommandent également d'éviter l'inclusion de fer et de sels ferriques, de métaux lourds, de donneurs de formaldéhyde et de PABA et d'esters de PABA. Les fabricants de Coppertone conseillent que l'avobenzone lie le fer et peut tacher les vêtements lavés à l'eau riche en fer. Les propriétés de coloration de l'écran solaire à base d'avobenzone sont particulièrement visibles sur les bateaux en fibre de verre avec gelcoat blanc. 
L'avobenzone réagit également avec le trifluorure de bore pour former un complexe cristallin stable qui est hautement fluorescent sous irradiation UV. La couleur d'émission des cristaux dépend du tassement moléculaire du complexe de bore avobenzone. La photoluminescence peut également être altérée par une force mécanique à l'état solide, entraînant un phénomène appelé " luminescence mécanochromique ". La couleur d'émission modifiée se récupère lentement à température ambiante ou plus rapidement à des températures plus élevées.

## Préparation
Le composé est préparé par réaction de l'ester méthylique 4-tert-butylbenzoïque (à partir de l'acide 4-tert-butylbenzoïque par estérification avec du méthanol) avec de la 4-méthoxyacétophénone dans du toluène en présence d'amidure de sodium via une condensation de Claisen.
Selon une demande de brevet récente, rendements allant jusqu'à 95% sont obtenus avec les mêmes matières premières dans le toluène en présence de méthanolate de potassium, CHO3K.

## Sécurité
Bien que l'avobenzone soit considérée comme sûre, les produits de désintégration peuvent avoir des effets importants sur la santé et persister dans l'environnement. Une étude récente à l'Université d'État Lomonossov de Moscou a révélé que l'eau chlorée et la lumière ultraviolette peuvent provoquer la désintégration de l'avobenzone en divers autres composés organiques, notamment les acides aromatiques, les aldéhydes, les phénols et les acétophénones qui peuvent avoir des effets néfastes sur la santé,,.